# Opération Avak
 (février 2024).
Si vous disposez d'ouvrages ou d'articles de référence ou si vous connaissez des sites web de qualité traitant du thème abordé ici, merci de compléter l'article en donnant les références utiles à sa vérifiabilité et en les liant à la section « Notes et références ».

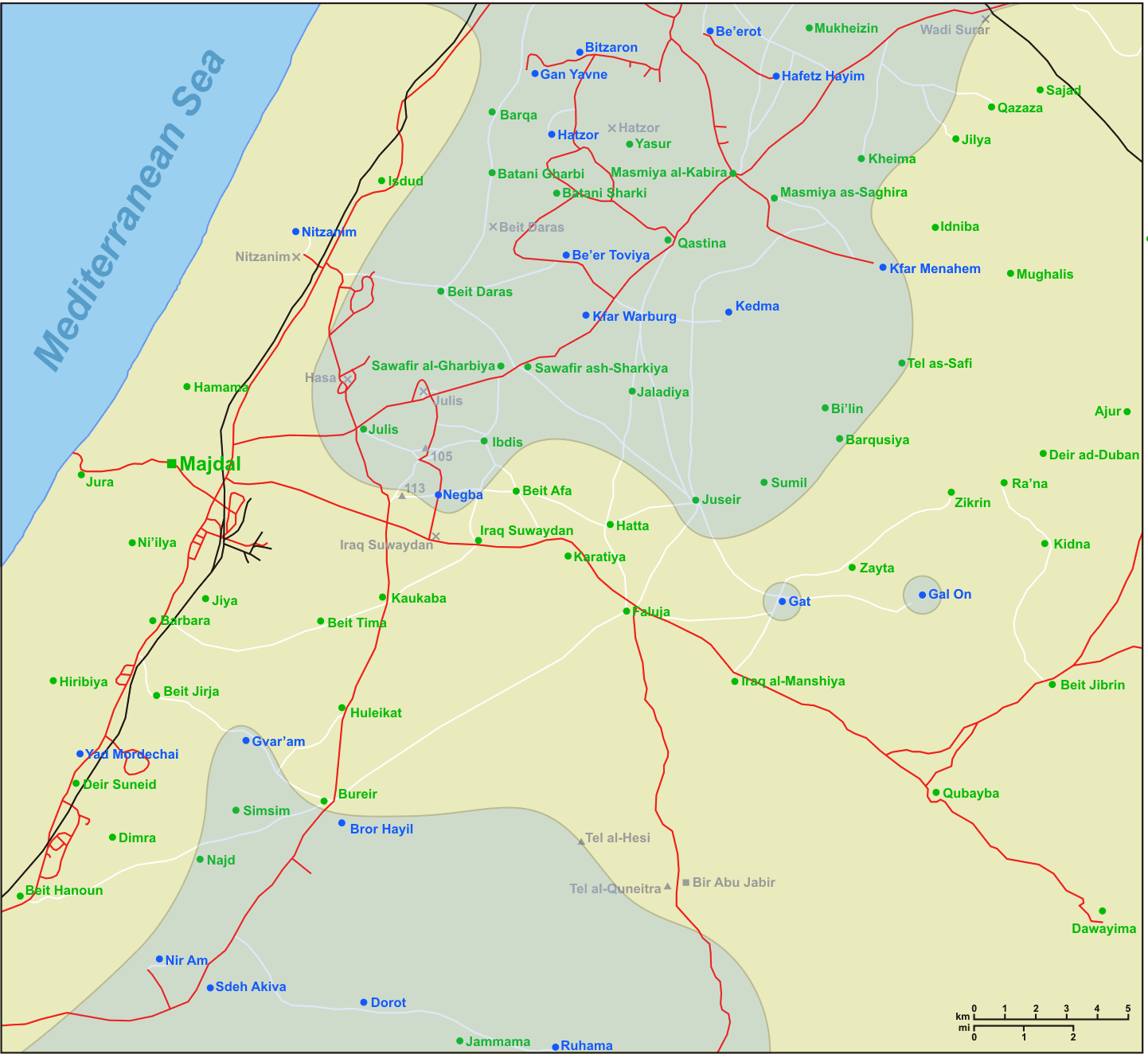
Carte de l'.

L'opération Avak (מבצע אבק) est une opération militaire aéroportée de la jeune armée israélienne, qui dura du 23 août au 21 octobre 1948.
Depuis le début de la guerre israélo-arabe de 1948, le kibboutz Rouhama, fondé en 1911, abrite le bureau général de l'unité HaNéguev du Palmach. Après deux mois de paralysie des accès au Néguev, il est décidé en août 1948 que, par les airs, les forces du kibboutz Rouhama seraient approvisionnées en armes, nourriture et soldats.
Tsahal procèdera à 417 décollages, plus de 2000 hommes seront transportés et quelque 2200 tonnes de matériel transférées. L'aviation égyptienne bombardera plusieurs fois Rouhama durant cette période.
L'opération est baptisée « Avak » (« poussière » en français) et fait allusion aux vents de poussière provoqués par les décollages réguliers. Elle est composée de deux principales opérations : 
- opération Avak qui a transporté des troupes et des fournitures de Tel Aviv à Rouhama le 23 août 1948[2] ;
- opération Avak 2 qui transporté des troupes et des fournitures vers le Kibboutz Orim, près de Rouhama les 28 et 29 septembre 1948[2].

Les opérations ont pris fin le 21 octobre 1948.